# 搏击迷城
《搏击迷城》（英語：Lost in Wrestling）是中国内蒙古电影集团等出品于2015年6月5日上映的3D动作电影，该片由陈丽英执导，陈伟霆、斯琴高娃、赵柯、李菲儿、李依馨等主演 。
该片讲述了蒙古摔跤手娜仁奔赴日本参加摔跤比赛，并以爱感召童年伙伴赤那思的故事。。

## 演員
| 演員       | 角色             | 簡介                             |
| ---------- | ---------------- | -------------------------------- |
| 陈伟霆     | 波士/若男/赤那思 | 金月婆婆的孙子，原是一位搏击专家 |
| 赵柯       | 娜仁             | 内蒙古女摔跤手                   |
| 李菲儿     | 月月             | 离家出走的摔跤选手               |
| 渡邊奈緒子 | 真和子           | 摔跤选手                         |
| 斯琴高娃   | 金月婆婆         | 赤那思的奶奶                     |
| 郑佩佩     | 鸳鸯             |                                  |
| 李依馨     | 小百合           | 利益熏心的日本女商人             |
| 刘兆铭     | 刀疤石           |                                  |
| 刘丹       | 蛋挞王           |                                  |

## 获奖
- 韩国3D奖超卓技术奖
- 比利时国际3D立体电影节最佳电影奖

## 外部連結
- 香港影庫上《搏击迷城》的資料（繁體中文）
- 開眼電影網上《搏击迷城》的資料（繁體中文）
- 豆瓣电影上《搏击迷城》的資料 （简体中文）
- 时光网上《搏击迷城》的資料（简体中文）